# Шахтарський відбійний молоток

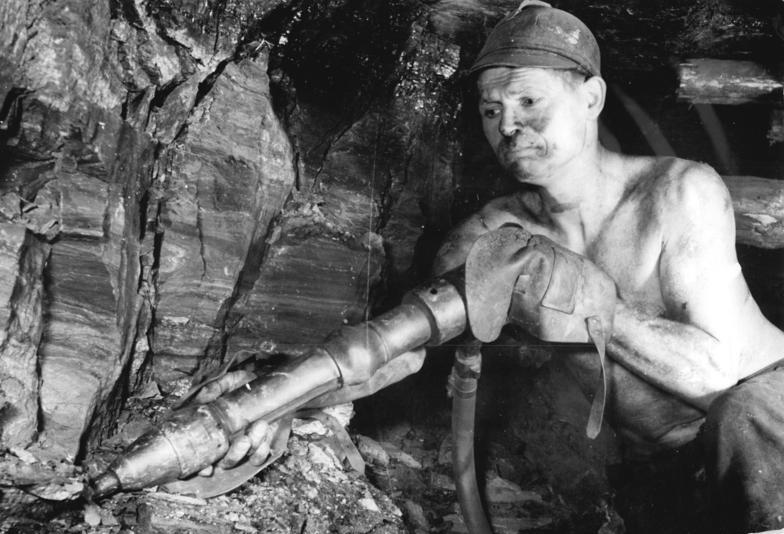
Шахтарський відбійний молоток

Шахтарський відбійний молоток — пневматичний інструмент, різновид відбійного молотка, який використовується в гірничій справі для видобутку вугілля, руди або гірських порід. Гірничий відбійний молоток був створений з перфоратора. Першою попередницею була різальна машина Franke, яка використовувалася в міднодобувній промисловості Мансфельда в 1890-х роках.

## Історія
Перші шахтарські молотки були використані у німецькій вугільній промисловості на початку XX століття. Свій розквіт шахтарський молот пережив у період після Другої світової війни. У 1950-х роках вугілля в Бельгії, Німеччині (крім Саару), Голландії та Франції в основному видобували за допомогою шахтних молотків. Уже в той час більш тверде і міцне вугілля, доступне в Саарі, Британських і Північноамериканських шахтах, видобувалося за допомогою різальних машин. У 1970-х і на початку 1980-х років шахтні молотки використовувалися лише в деяких сильно нахилених і крутих пластах для немеханічного їх вилучення. З 1980-х років шахтарський відбійний молоток використовувався дуже рідко. Зараз його використання обмежується невеликою роботою при облаштуванні ніш тощо.
Перші відбійні молотки в Україні з'явилися в Донбасі 1914 р. на руднику Бунге Російсько-Бельгійського товариства (пізніша назва — шахта «Юний Комунар», м. Єнакієве).

## Конструкція

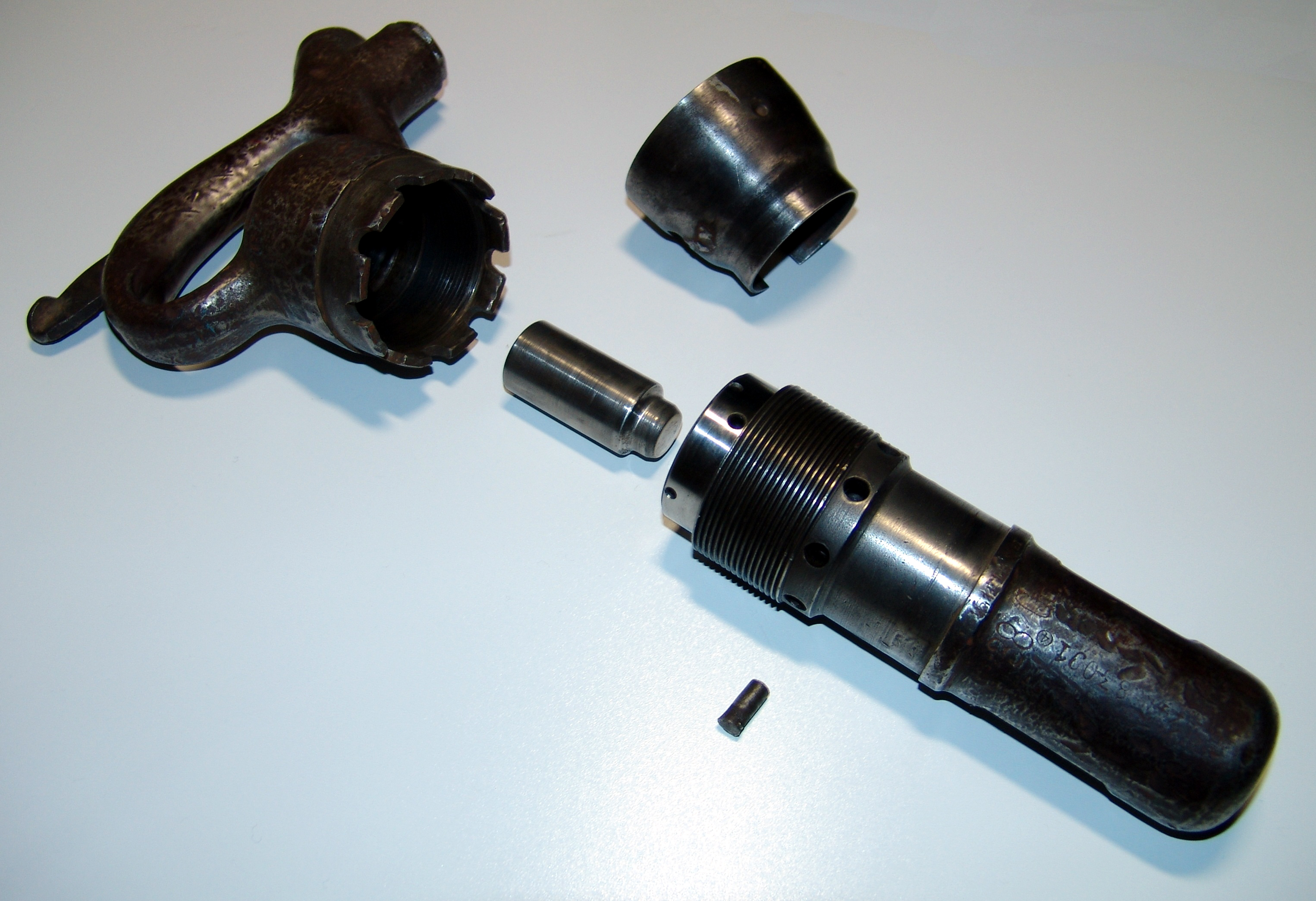
компоненти шахтарського молотка

Гірничий молоток складається з корпусу, руків'я, ударного пристрою, утримуючого ковпака та загостреного залізного ударника. Корпус містить ударний пристрій, що складається з циліндра з ударним поршнем. Поршень шахтного молота зазвичай має максимальний діаметр 35 міліметрів. Це необхідно для того, щоб зробити корпус тонким і зручним для захоплення. Ручка зазвичай виготовляється з пластику, щоб мінімізувати вплив на користувача від віддачі ударного пристрою. Іншим способом зменшити вплив вібрації є використання ручок, оснащених пружинами. На ручці є шланговий ніпель, через який ударний пристрій можна підключити до стисненого повітря. Робочий тиск становить 5 бар, максимальний тиск не повинен перевищувати 30 бар. Споживання стисненого повітря при робочому тиску становить від 100 до 120 літрів, залежно від молотка . Пусковий пристрій, за допомогою якого приводиться в дію ударний механізм, інтегровано в рукоятку. Тримач і утримувальні кришки фіксують загострений залізний ударник. Існує два типи загостреного ударника — зі вставним кінцем і без вставного кінця. Залежно від конструкції шахтарський молот важить від п'яти до чотирнадцяти кілограмів. Довжина шахтного молотка становить приблизно 0,5 метра без гострого ударника. Завдяки максимальному діаметру поршня 35 міліметрів важкі шахтні молотки довші, ніж легкі шахтні молотки. Існують також шахтарські молотки, за допомогою яких можна зв'язати утворений пил. Ці шахтні молотки молотки, відомі як молотки з мокрим зрошуванням, мають два розпилювачі, з яких під час роботи розбризкується тонкий туман води. Під час роботи такі молотки для видобутку корисних копалин постійно підключені до водного поставу з великим тиском. Для цього молотки для мокрого видобутку мають спеціальний водяний патрубок на ручці на додаток до з'єднання для стисненого повітря. Молоток сконструйований таким чином, що він працює лише тоді, коли він знаходиться під тиском води на додаток до стисненого повітря. Споживання води молотком для мокрого видобутку становить 60 літрів води на годину.

## Функціонування
Як тільки впускний клапан притискається до робочого циліндра натисканням на ручку або відкривається натисканням на клапан ручки, стиснене повітря надходить у циліндр. Стиснене повітря розширюється в циліндрі. Це призводить до того, що поршень у циліндрі з великою силою ударяє на загострений залізний ударник. Використане повітря ударного пристрою регулюється. Завдяки відскоку та зворотному ходу поршень повертається у вихідне положення. Після кожного такту стиснене повітря змінюється. Під час такту циліндр максимально вентилюється. Тому під час віддачі поршень гальмується стисненою повітряною подушкою, задня камера циліндра не повністю вентилюється під час зворотного ходу. Кількість ударів ударного поршня на зубило становить від 1500 до 2000 ударів на хвилину. З важкими шахтарськими молотками кількість ударів значно нижча. Залежно від ваги молотка ці шахтні молотки становлять від 600 до 1200 ударів на хвилину.

## Використання
Гірничі молотки використовуються для різання або вилучення підрізаної купи вугілля. Для цього шахтний молоток притискають до вугілля під косим кутом. Але шахтарський молот також використовується для дроблення великих шматків руди та породи. Для підвищення ефективності гірничого молотка використовуються наявні відшарування або дефекти корисної копалини. Для довговічності молотка та успіху роботи важливо, щоб молоток постійно та щільно притискався до мінералу під час кожного застосування. Це робить віддачу молотка менш помітною. Пил, що утворюється під час роботи, є проблематичним, особливо коли йдеться про кам'яновугільний пил. Десятки років роботи з шахтним молотом призводять до патологічних змін у суглобах рук. Цей стан відомий як хвороба молотка.